# Algeria Juniors 2017
Das Algeria Juniors 2017 fand als bedeutendstes internationales Nachwuchsturnier von Algerien im Badminton vom 14. bis zum 16. November 2017 in Algier statt.

## Sieger und Platzierte
| Disziplin    | Gold                              | Silber                                       | Bronze                                                            |
| ------------ | --------------------------------- | -------------------------------------------- | ----------------------------------------------------------------- |
| Herreneinzel | Sifeddine Larbaoui                | Majed Yacine Balahoune                       | Mohamed Mostafa Kamel                                             |
| Herreneinzel | Sifeddine Larbaoui                | Majed Yacine Balahoune                       | Mohamed Abdelaziz Ouchefoun                                       |
| Dameneinzel  | Veronika Dobiášová                | Halla Bouksani                               | Nour Ahmed Youssri                                                |
| Dameneinzel  | Veronika Dobiášová                | Halla Bouksani                               | Hana Hesham Mohamed                                               |
| Herrendoppel | John Riad Omar Yasser Hafez Kamel | Mark Abela Samuel Cassar                     | Omar Elsayegh Mahmoud Montaser Mahmoud                            |
| Damendoppel  | Halla Bouksani Linda Mazri        | Nour Ahmed Youssri Malak Basem Sobhy Ebrahim | Mennatallah Ashraf Said Mohamed Ganna Tarek Mohamed Reda Elwazery |
| Damendoppel  | Halla Bouksani Linda Mazri        | Nour Ahmed Youssri Malak Basem Sobhy Ebrahim | Imane Chekkal Ines Ziani                                          |
| Mixed        | Sifeddine Larbaoui Linda Mazri    | Mohamed Mostafa Kamel Hana Hesham Mohamed    | Mark Abela Veronika Dobiášová                                     |
| Mixed        | Sifeddine Larbaoui Linda Mazri    | Mohamed Mostafa Kamel Hana Hesham Mohamed    | Omar Yasser Hafez Kamel Hana Hesham Fouad Eltohamy                |